# UTM-Referenzsystem
Das UTM-Referenzsystem (UTMREF) oder Meldegitter im UTM-Abbildungssystem, engl. Military Grid Reference System (MGRS), ist ein rechtwinkliges Planquadrat-orientiertes geografisches Meldesystem und basiert auf dem UTM-Koordinatensystem sowie für die Polarregionen dem UPS-Koordinatensystem.

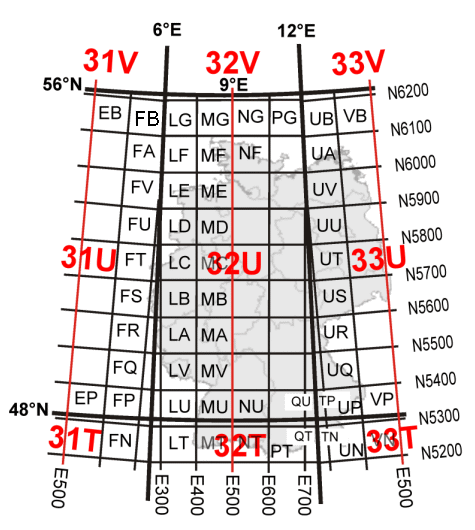
Aufteilung der deutschen UTM-Zonen in Gitterquadrate

Die Meridianstreifen des UTM-Referenz-Koordinatensystems werden in Planquadrate mit 100 km Seitenlänge gegliedert. Diese Planquadrate werden mit einem zweistelligen Buchstaben-Code identifiziert, wobei die Buchstaben „I“ und „O“ ungenutzt bleiben, um Verwechslungen mit 1 und 0 auszuschließen. Dieses Buchstabenpaar für den Ost- und Nordwert des Planquadrats wird dem Zonennummer/Band-Code des UTM-Referenz-Systems angefügt.
Innerhalb dieser Planquadrate werden geografische Angaben nun als Offsets zur südwestlichen Ecke des jeweiligen Planquadrats formuliert, wobei die Auflösung – zwischen 10 km und 1 m – nicht explizit angegeben wird, sondern aus der Zahl der Stellen des angefügten Zahlenpaares entnommen wird. Beide Zahlen sind per Definition immer gleich lang. Zwei einstellige Zahlen bezeichnen ein 10-km-Planquadrat, zwei fünfstellige Zahlen bezeichnen einen bestimmten Quadratmeter Erdoberfläche. Auf diese Art und Weise lassen sich extrem kompakte geografische Angaben formulieren.
Eine geografische Angabe im UTM-Referenzsystem setzt sich also zusammen aus
- der UTM-Zone, nummeriert von 1 bis 60
- dem UTM-Band, einem Buchstabe zwischen C und X
- der Bezeichnung des einzelnen Planquadrats, bestehend aus dem Buchstabenpaar für den Easting- und Northing-Wert
- einem Zahlenpaar gleicher Stellenzahl zwischen 1 und 5

## Koordinatenbeispiel
Gegeben sei die Koordinatenangabe 32UMD7403. Sie kann zur besseren Lesbarkeit auch 32U MD 74 03 geschrieben werden. Diese Notation ist zu lesen als:
- UTM-Zone 32, ein 6 Längengrade breiter Streifen beiderseits des 9° Längengrades Ost (Mittelmeridian)
- UTM-Band U, ein 8 Breitengrade hoher Abschnitt dieser Zone zwischen 48. und 56. Breitengrad Nord. Da 8 Breitengrade einer Strecke von 887,6 km entsprechen, sind die UTM-Bänder nur annähernd deckungsgleich mit den jeweils neun Planquadraten in Nord-Süd-Richtung.
- 100-km-Planquadrat MD, genordet am Mittelmeridian 9°
  - Aus dem Buchstaben M ergibt sich die 'horizontale' Lage (easting),
  - Aus dem Buchstaben D ergibt sich die 'vertikale' Lage, der Abstand zum Äquator (northing).
- Easting (Ostwert) 74 km innerhalb dieses Planquadrats
- Northing (Hochwert) 03 km innerhalb dieses Planquadrats

Jeder UTM-Zone sind horizontal je 4 Planquadrate beiderseits des Mittelmeridians zugeordnet, die damit einen 800 km breiten Streifen abdecken. In der UTM-Zone 32 sind dies die Buchstaben JKLM und NPQR. Erstes und achtes Planquadrat (J und R) verschneiden sich allerdings bereits am Äquator mit den außen liegenden Planquadraten der Nachbarzonen. Dort haben die UTM-Zonen mit 668 km ihre maximale Breite. Nach Norden nimmt diese Überlappung zu, und da die Breite einer UTM-Zone (6 Längengrade) 6000 km nördlich des Äquators auf unter 400 km sinkt, werden in unseren Breiten in der Regel nur noch 4 bis 6 dieser Planquadrate benutzt.

## Codierung der Planquadrate
Die zwei Buchstaben-Codes eines Planquadrats berechnen sich unter Einbeziehung der Zonen-Nummer wie folgt:
Der erste Buchstabe codiert den Easting-Wert, also die horizontale Lage des Planquadrats. Da sich jede UTM-Zone in West-Ost-Richtung in acht Planquadrate teilt, und die Planquadratbuchstaben horizontal aus einem Zeichenvorrat von 24 Zeichen gebildet werden, wiederholt sich die Zählung nach jeweils drei UTM-Zonen.
| Rest | Easting (km) | Easting (km) | Easting (km) | Easting (km) | Easting (km) | Easting (km) | Easting (km) | Easting (km) |
| Rest | 100          | 200          | 300          | 400          | 500          | 600          | 700          | 800          |
| ---- | ------------ | ------------ | ------------ | ------------ | ------------ | ------------ | ------------ | ------------ |
| 1    | A            | B            | C            | D            | E            | F            | G            | H            |
| 2    | J            | K            | L            | M            | N            | P            | Q            | R            |
| 0    | S            | T            | U            | V            | W            | X            | Y            | Z            |

Um die Position eines Planquadrats relativ zum Mittelmeridian (Easting) zu ermitteln, teilt man die Zonennummer ganzzahlig durch drei. Mit dem Rest der Division – eins, zwei oder null – geht man in die obige Tabelle und kann dort den Easting-Wert des Buchstabens auslesen.
Berechnungsbeispiel:
- Planquadrat 32UMD
- 32 modulo 3 = 2
- Der Buchstabe M markiert die Planquadrate an E400, das gesuchte grenzt also direkt westlich an den Mittelmeridian.

### Zweiter Buchstabe, vertikale Codierung des Northing-Wertes
Der Buchstabencode zur Beschreibung der vertikalen Lage des Planquadrats wird aus einem Zeichenvorrat von 20 Zeichen (A–V ohne I und O) gebildet. Er wiederholt sich somit alle 2000 km (20 Planquadrate à 100 km Höhe).
In ungradzahligen Zonen beginnt die Zählung am Äquator mit 'A', in gradzahligen Zonen mit 'F'.
In der Abbildung ist der sich daraus ergebende Versatz der Planquadratbezeichnungen zwischen benachbarten Zonen abzulesen. In der Zone 33 bei N6000 sind die 20 Zeichen zum dritten Mal durchgezählt, so dass sich an das Planquadrat UV nördlich das Planquadrat UA anschließt. In gradzahligen UTM-Zonen ist dieser Wechsel um fünf Planquadrate nach Süden versetzt. Daher der Wechsel MV↔MA bereits bei N5500.

## Anwendung
Das MGRS für Military Grid Reference System wird von der Bundeswehr und NATO-Streitkräften für die Orientierung und Standortangaben benutzt. Hilfsorganisationen und Katastrophenschutz in Deutschland bezeichnen es als UTM-Referenzsystem.
Die Bundesnetzagentur schreibt in der aktuell gültigen „TR TKÜV“ (Technische Richtlinie zur Umsetzung gesetzlicher Maßnahmen zur Überwachung der Telekommunikation und zum Auskunftersuchen für Verkehrsdaten) vor, dass bei der Standortangabe bei der Überwachung von Mobilfunkendgeräten „UTM-Ref-Koordinaten“ als „Standardwert für die Koordinaten-Angaben“ verwendet werden.
In Österreich wird das Koordinatensystem vom Bundesheer und der Feuerwehr verwendet, während andere Organisationen entweder das UTM-System oder das ältere BMN-System verwenden, dieses aber nur mehr vereinzelt, da die entsprechenden Karten seit 2010 nicht mehr aktualisiert werden.
Die Ermittlung und Übertragung der UTM/MGRS-Koordinaten auf topografische Karten erfolgt mit einem Planzeiger im entsprechenden Kartenmaßstab.